# هيوود وميديلتون (دائرة انتخابية في المملكة المتحدة)
هيوود وميديلتون (بالإنجليزية: Heywood and Middleton)‏ هي إحدى الدوائر الانتخابية في المملكة المتحدة الممثلة في مجلس العموم في برلمان المملكة المتحدة.
عضو البرلمان الذي يمثلها حالياً هو :Jim Dobbin (Lab/Co-op).